# Орто (коммуна)
Орто (фр. Orto, корс. Ortu) — коммуна во Франции, находится в регионе Корсика. Департамент коммуны — Южная Корсика. Входит в состав кантона Севи-Сорру-Чинарка. Округ коммуны — Аяччо.
Код INSEE коммуны — 2A196.

## Население
Население коммуны на 2008 год составляло 58 человек.
| 1962 | 1968 | 1975 | 1982 | 1990 | 1999 | 2008 |
| ---- | ---- | ---- | ---- | ---- | ---- | ---- |
| 106  | 122  | 104  | 89   | 44   | 54   | 58   |

## Экономика
В 2007 году среди 15 человек в трудоспособном возрасте (15—64 лет) 11 были экономически активными, 4 — неактивными (показатель активности — 73,3 %, в 1999 году было 29,6 %). Из 11 активных работали 10 человек (7 мужчин и 3 женщины), безработным был 1 мужчина. Среди 4 неактивных 1 человек был пенсионером, 3 были неактивными по другим причинам.